# Fireball
Fireball — п'ятий студійний альбом рок-гурту Deep Purple. Записаний в період з вересня 1970 до червня 1971 року і опублікований у вересні 1971 року. В Британії альбом піднявся на перше місце, а в США – на 32 місце.
У порівнянні з попередником Deep Purple in Rock, цей альбом був записаний в більш експериментальному стилі. Allmusic назвав його одним з чотирьох найважливіших альбомів групи, поряд з Machine Head, In Rock і Burn.
В американську версію вінілового випуску альбому замість «Demon's Eye» був включений трек «Strange Kind of Woman», випущений синглом в лютому 1970 року і досяг до восьмого місця в британських чартах.

## Історія
Fireball був першим альбомом, над яким Deep Purple працювали після початку кар'єри з In Rock, який мав критичний і комерційний успіх, залишаючись у чартах більше року. Через це група мала постійний попит на живі концерти, що почало позначатися на здоров'ї учасників групи. Клавішник Джон Лорд мав проблеми зі спиною (ще з часів роботи в The Artwoods, коли йому доводилося перевозити орган Гаммонда на концерти без допомоги транспортної бригади), а басист Роджер Ґловер мав проблеми зі шлунком, через що він кілька разів не міг виступати наживо. Гітарист Річі Блекмор вважав, що рішення зосередитись на хард-року його виправдало, і думав, що успіх групи був значною мірою завдяки йому. Це призвело до посилення конфлікту зі співаком Ієном Ґілланом, і відносини між ними почали напружуватися (через 2 роки, під час запису Who Do We Think We Are, вони вже будуть принципово та показово не спілкуватись).
Матеріал для альбому репетирували в маєтку Велкомб, графство Девоншир, у грудні 1970 року. Гурт скасував кілька живих виступів, щоб зібрати матеріал, який міг би стати продовженням In Rock. «Strange Kind of Woman» була написана під час цих сесій, а трек разом із «The Mule» був записаний у січні 1971 року. Ще одна пісня, «Freedom», також була написана у Велкомбі та записана під час цих сесій, але не увійшла до остаточного сет-лісту, зате була включена пізніше у Fireball 25th Anniversary Edition разом з такими треками, як: «I'm Alone», «Slow Train» та ін. Інший матеріал був записаний між концертами до березня. «Strange Kind of Woman» було додано до концертного набору групи наприкінці січня, швидко перетворившись на експонат для Ґіллана, який співав гітарні рифи Блекмора в манері виклику та відповіді. (Один із таких прикладів: ) Останньою піснею, яка була записана, була «Demon's Eye» у червні.

## ДумкаDeep Purpleпро альбом
Більшість гурту не приписує цей альбом до класики, хоча це один із найулюбленіших альбомів Ґіллана. В інтерв’ю 1974 року він сказав: 
«Причина, чому мені це так сподобалося, полягала в тому, що я вважав, що з письменницької точки зору це був справді початок величезних можливостей вираження. І деякі треки в цьому альбомі дійсно, дійсно винахідливі.»  Однак Ґіллан також сказав, що включення «Anyone's Daughter» в альбом «було хорошою розвагою, але помилкою».
Зокрема, Річі Блекмор публічно заявив, що не надто задоволений Fireball. Він сказав про виробництво: 
«Це була катастрофа, тому що це було зібрано в студії. Тиск менеджерів, у нас не було часу. "Ти повинен грати тут, тут, там, потім ти повинен зробити LP." Я сказав їм: «Якщо ви хочете платівку, ви повинні дати нам час». Але вони цього не зробили. Я просто підкинув групі ідеї, які придумав миттєво».
Джон Лорд заявив, що Fireball «злегка блукає» і «іде туди, куди група не очікувала, що він потрапить». Лорд похвалив кілька пісень на альбомі, включаючи «No No No» і «Fools», і особливо виділив гру на барабанах Ієна Пейса в заголовній пісні.

## Список композицій
1. «Fireball» — 3:25
2. «No No No» — 6:54
3. «Demon's Eye» — 5:21/«Strange kind of woman» — 4:05 (Japan)
4. «Anyone's Daughter» — 4:43
5. «The Mule» — 5:23
6. «Fools» — 8:21
7. «No One Came» — 6:28

### Бонус-треки (CD, 1996)
1. «Strange Kind of Woman» (№ 3 Japan, сингл, ремікс 1996) — 4:07
2. «I'm Alone» (b-side синглу) — 3:08
3. «Freedom» — 3:37
4. «Slow Train» — 5:38
5. «Demon's Eye» (ремікс 1996) — 6:13
6. «The Noise Abatement Society Tapes» (traditional) — 4:17
7. «Fireball» (instrumental) — 4:09
8. «Backwards Piano» — 0:56
9. «No One Came» (remix 96) — 6:24

## Учасники запису
Deep Purple
- Ієн Ґіллан — вокал
- Річі Блекмор — гітара
- Джон Лорд — клавішні
- Роджер Ґловер — бас-гітара
- Ієн Пейс — ударні

| Чарт (1971)     | Найвища позиція |
| --------------- | --------------- |
| Австралія       | 4               |
| Велика Британія | 1               |
| Італія          | 3               |
| Канада          | 24              |
| Нідерланди      | 3               |
| Нова Зеландія   | 4               |
| Норвегія        | 2               |
| США             | 32              |
| Швеція          | 1               |